# Batalla de Tàrent (209 aC)
|  | No s'ha de confondre amb Batalla de Tàrent (212 aC). |

La segona batalla de Tàrent va ser un conflicte militar que va tenir lloc l'any 209 aC, durant la Segona Guerra Púnica, entre Cartago i la República Romana. L'exèrcit de la República Romana, comandat per Quint Fabi Màxim Berrugós, va prendre el control de la ciutat de Tàrent, que havia traït Roma en la Primera Batalla de Tàrent l'any 212 aC. En aquesta ocasió, part dels ciutadans van trair els cartaginesos i van permetre que els romans capturessin la ciutat.

## Preludi
L'any 209 aC, Roma escollia com a cònsols a Quint Fulvi Flac i Quint Fabi Màxim. Aquest era el cinquè i probablement el darrer consultat de Fabi Màxim, que comptava ja amb 66 anys. En aquest punt de la història, Fabi Màxim era conegut com l'escut de Roma per haver aconseguit que Roma es recuperés dels desastres de la batalla de Cannes i la batalla del llac Trasimè. Era també Fabi Màxim el senador d'edat més avançada o princeps senatus. Malgrat tot, la seva ambició encara no estava del tot satisfeta, ja que anhelava un gran triomf, que esperava aconseguir amb la captura de Tàrent. Amb aquest objectiu, Fabi Màxim va reunir unes forces de 25.000 homes i 30 naus de guerra. Per tenir Hanníbal entretingut, el procònsol Marc Claudi Marcel havia d'establir batalla amb les forces cartagineses mentre Fulvi Flac atacava les bases d'Hanníbal al sud d'Itàlia, a la regió de Brútium.

## La traïció
Mentre Marcel s'enfrontava amb Hanníbal a prop de Canusium en una batalla sagnant però poc decisiva, Fabi Màxim es preparava per llançar contra la ciutat de Tàrent un atac combinat per terra i mar, doncs havia equipat a les seves forces d'infanteria i a les seves naus amb tota mena de catapultes, ballestes, escales i torres d'assalt.
Malgrat tot, mentre preparava l'assalt, a Fabi Màxim se li va presentar una inesperada oportunitat: entre els defensors de la ciutat hi havia un contingent de mercenaris brucis, i el seu comandant tenia una relació amb la germana d'un dels soldats de Fabi. Quan el soldat va conèixer aquesta relació, es va presentar voluntari davant de Fabi Màxim, que va decidir enviar-lo a la ciutat com un agent encobert, pretenent ser un desertor. Un cop a la ciutat, l'agent romà i la seva germana no van trigar a convèncer el comandant bruci de passar-se de bàndol i obrir les portes de la ciutat als romans.

## Assalt
Un cop l'agent de Fabi Màxim va confirmar que tot estava preparat, el cònsol romà va preparar tres atacs parany per atraure l'atenció dels defensors. En mig de la nit, Marc Livi Macat, que mantenia el control romà de la ciutadella de la ciutat des que els cartaginesos en prenguessin el control tres anys enrere, va organitzar una sortida al mateix temps que la flota atacava des del mar i un destacament de Fabi Màxim atacava la muralla. El cos principal de Fabi Màxim, però, continuava amagat a la vora de les defenses en mans dels brucis. Quan Fabi Màxim va estar segur que totes les defenses dels tarentins estaven ocupades amb els atacs dels romans, envià als seus homes a escalar els murs amb l'ajuda interior dels brucis. Un cop a l'interior, els romans van assegurar i van obrir les portes perquè Fabi Màxim pogués entrar amb la resta dels seus soldats, que van atacar als defensors per la rereguarda. Els defensors aviat van caure eliminats i els romans es van entregar a una gran matança de civils i al saqueig de la ciutat. Titus Livi va elogiar la magnanimitat de Fabi Màxim que no es va endur a Roma les estàtues i altres obres d'art molt abundants a Tàrent, però sí que es va endur una estàtua gegantina d'Hèracles, obra de Lísip, que va ser al Capitoli molt de temps.
Hanníbal, a qui s'havia comunicat l'assalt dels romans, marxava cap a Tàrent amb la intenció d'ajudar els seus aliats, però quan hi va arribar ja la va trobar en mans de Quint Fabi Màxim. Es diu que les seves paraules van ser: «així doncs, els romans també tenen el seu Hanníbal, doncs han pres la ciutat de la mateixa manera que nosaltres la vam prendre». La ciutat sencera va ser saquejada, els ciutadans presos com esclaus i els romans van desfer la forca naval de Tàrent.

## La crueltat de Fabi Màxim
Aparentment, el comandant cartaginès Carthalo es va rendir però igualment els legionaris el van executar. De la mateixa manera, el comandant bruci i els seus homes, que havien entregat la ciutat als romans, van ser assassinats, ja que Fabi Màxim no volia que se sabés que havia pres la ciutat gràcies a la traïció. Al seu retorn a Roma, Quint Fabi Màxim va rebre un gran triomf.
Només restava aclarir el paper del comandant de la ciutadella, Marc Livi Macat. Alguns senadors el defensaven per haver resistit tres anys dins de la ciutadella, mentre que altres senadors creien que se l'havia de castigar per haver perdut la ciutat. Quan a Fabi se li va preguntar sobre la seva opinió, el cònsol va respondre sardònicament: «Sens dubte la captura de Tàrent ha estat gràcies a Marc Livi, ja que si ell no l'hagués perdut en una primera instància, jo no l'hauria pogut recuperar».